# Vulpini
Vulpini – plemię ssaków drapieżnych z podrodziny Caninae w obrębie rodziny psowatych (Canidae).

## Podział systematyczny
Do plemienia należą następujące rodzaje:
- Otocyon J.P. Müller, 1836 – otocjon – jedynym przedstawicielem jest Otocyon megalotis (Desmarest, 1822) – otocjon wielkouchy
- Nyctereutes Temminck, 1838 – jenot
- Vulpes Frisch, 1775 – lis

Opisano również rodzaje wymarłe:
- Ferrucyon Ruiz-Ramoni, Prevosti, Lucenti, Montellano-Ballesteros & Carreño, 2020[14] – jednym przedstawicielem był Ferrucyon avius (Torres & Ferrusquía-Villafranca, 1981)
- Protocyon Giebel, 1855[15]